# Gyrtona erebenna
Gyrtona erebenna là một loài bướm đêm trong họ Noctuidae.